# Шамборне-ле-Пен
Шамборне́-ле-Пен (фр. Chambornay-lès-Pin) — коммуна во Франции, находится в регионе Франш-Конте. Департамент — Верхняя Сона. Входит в состав кантона Марне. Округ коммуны — Везуль.
Код INSEE коммуны — 70119.

## География
Коммуна расположена приблизительно в 320 км к юго-востоку от Парижа, в 14 км северо-западнее Безансона, в 37 км к юго-западу от Везуля.
Вдоль юго-восточной границы коммуны протекает река Оньон.

## Население
Население коммуны на 2010 год составляло 352 человека.
| 1962 | 1968 | 1975 | 1982 | 1990 | 1999 | 2010 |
| ---- | ---- | ---- | ---- | ---- | ---- | ---- |
| 97   | 96   | 127  | 254  | 314  | 335  | 352  |

## Экономика

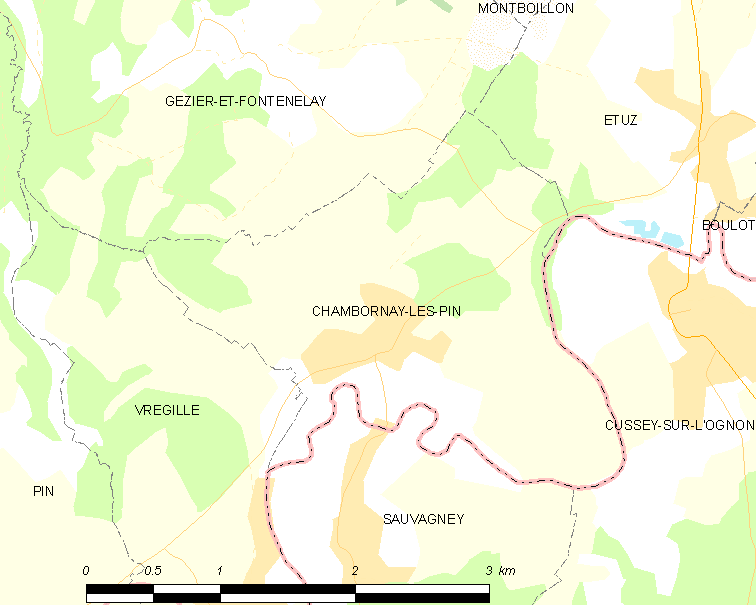
Карта коммуны

В 2010 году среди 242 человек трудоспособного возраста (15—64 лет) 181 были экономически активными, 61 — неактивными (показатель активности — 74,8 %, в 1999 году было 70,1 %). Из 181 активных жителей работали 172 человека (87 мужчин и 85 женщин), безработныхи было 9 (5 мужчин и 4 женщины). Среди 61 неактивных 18 человек были учениками или студентами, 34 — пенсионерами, 9 были неактивными по другим причинам.